# Championnat du monde moins de 18 ans de hockey sur glace 2021
Navigation
Édition 2020 Édition 2022
Le Championnat du monde moins de 18 ans de hockey sur glace 2021 est la 22e édition de cette compétition de hockey sur glace organisée par la Fédération internationale de hockey sur glace. Il a lieu du 26 avril au 6 mai 2021 à Dallas/Fort Worth Metroplex (Frisco et Plano), dans l'état américain du Texas.
Six divisions inférieures sont disputées indépendamment du groupe élite.

## Format de la compétition
Le groupe principal (Division Élite) regroupe 10 équipes réparties en deux poules de 5 qui disputent un tour préliminaire. Les 4 premiers de chaque poule sont qualifiés pour les quarts de finale.
Pour les autres divisions qui comptent 6 équipes, elles s’affrontent entre elles et, à l'issue de la compétition, le premier est promu dans la division supérieure et le dernier est relégué dans la division inférieure, sauf en Division IIIB où il n'y a pas de relégation.
Lors des phases de poule, les points sont attribués ainsi :
- victoire : 3 points ;
- victoire en prolongation ou aux tirs de fusillade : 2 points ;
- défaite en prolongation ou aux tirs de fusillade : 1 point ;
- défaite : 0 point.

## Division Élite
La Division Élite regroupe 10 équipes, réparties en deux groupes :
| Groupe A                                 | Groupe B                                      |
| ---------------------------------------- | --------------------------------------------- |
| Biélorussie Canada Lettonie Suède Suisse | Allemagne États-Unis Finlande Russie Tchéquie |

### Officiels
22 officiels ont été désignés par l'IIHF pour officier lors de la compétition.
| - Adam Kika - Riku Brander - Lukas Kohlmüller - Sergueï Ioudakov - Christoffer Holm - Mischa Hebeisen | - Sean Fernandez - Sean MacFarlane - Jack Rekucki - Steven Reneau - Peter Schlittenhardt - Andrew Wilk |  |

| - Nikita Polyakov - David Klouček - Tommi Niittylä - Dāvis Zunde - Roman Slavikovski | - Patrick Richardson - Kevin Briganti - Nick Briganti - Jake Davis - William Hancock |

### Tour préliminaire

#### Groupe A

##### Matchs
| 26 avril | Biélorussie | 1-5 (0-1, 1-2, 0-2) | Suède | Children's Health StarCenter, Plano 150 spectateurs |

| Feuille de match | Feuille de match                                      | Feuille de match        | Feuille de match | Feuille de match                                                                                      |
| ---------------- | ----------------------------------------------------- | ----------------------- | --- | --- |
|                  | - Klimovitch (Sidorov, Kouzmine) — 28 min 32 s (SN) - | 0-1 0-2 1-2 1-3 1-4 1-5 | Rosén (Olsson, Hävelid) — 5 min 24 s (SN) Lysell — 21 min 50 s - Eljas (Sjöberg, Kangas) — 38 min 12 s Persson (Hävelid) — 58 min 20 s Sjöholm (Persson, Hasa) — 59 min 8 s | Arbitrage : Lukas Kohlmüller et Sean MacFarlane Juges de lignes : David Klouček et Patrick Richardson |
| Zhigalov         | Gardiens                                              | Lindbom                 | | Arbitrage : Lukas Kohlmüller et Sean MacFarlane Juges de lignes : David Klouček et Patrick Richardson |
| 14 min           | Pénalités                                             | 8 min                   | | Arbitrage : Lukas Kohlmüller et Sean MacFarlane Juges de lignes : David Klouček et Patrick Richardson |
| 30               | Tirs                                                  | 44                      | | Arbitrage : Lukas Kohlmüller et Sean MacFarlane Juges de lignes : David Klouček et Patrick Richardson |

| 26 avril | Lettonie | 2-4 (0-2, 2-2, 0-0) | Suisse | Children's Health StarCenter, Plano 150 spectateurs |

| Feuille de match                               | Feuille de match                                                                      | Feuille de match        | Feuille de match | Feuille de match                                                                                 |
| ---------------------------------------------- | ------------------------------------------------------------------------------------- | ----------------------- | --- | ------------------------------------------------------------------------------------------------ |
|                                                | - Ločmelis (Dukurs, Vilmanis) — 37 min 50 s Ravinskis (Hodass, Silkalns) — 39 min 8 s | 0-1 0-2 0-3 0-4 1-4 2-4 | Jabola (Bichsel, Biasca) — 12 min 2 s (SN) Reichle (Robin, Sidler) — 12 min 25 s Bichsel (Biasca) — 24 min 42 s Robin (Zanetti, Sidler) — 25 min 6 s - | Arbitrage : Stephen Reneau et Andrew Wilk Juges de lignes : Tommi Niittylä et Roman Slavikovskii |
| Mežsargs (25 min 6 s) Slavinskis (33 min 22 s) | Gardiens                                                                              | Pasche                  | | Arbitrage : Stephen Reneau et Andrew Wilk Juges de lignes : Tommi Niittylä et Roman Slavikovskii |
| 12 min                                         | Pénalités                                                                             | 6 min                   | | Arbitrage : Stephen Reneau et Andrew Wilk Juges de lignes : Tommi Niittylä et Roman Slavikovskii |
| 41                                             | Tirs                                                                                  | 29                      | | Arbitrage : Stephen Reneau et Andrew Wilk Juges de lignes : Tommi Niittylä et Roman Slavikovskii |

| 27 avril | Suisse | 1-7 (0-1, 1-3, 0-3) | Biélorussie | Children's Health StarCenter, Plano 150 spectateurs |

| Feuille de match               | Feuille de match                 | Feuille de match                | Feuille de match | Feuille de match                                                                             |
| ------------------------------ | -------------------------------- | ------------------------------- | --- | -------------------------------------------------------------------------------------------- |
|                                | - Truog (Sidler) — 21 min 42 s - | 0-1 0-2 1-2 1-3 1-4 1-5 1-6 1-7 | Klimovich (Shilo, Sidorov) — 12 min 50 s (SN) Kouzmine — 21 min 22 s (SN) - Klimovitch (Shilo, Klavdiev) — 26 min 50 s (SN) Klimovitch (Shilo, Klavdiev) — 29 min 7 s (SN) Sotishvili (Nikolayenya, Rogach) — 44 min 35 s Anoshko — 54 min 37 s (TP) Sotishvili — 58 min 27 s (IN) | Arbitrage : Christoffer Holm et Sergueï Ioudakov Juges de lignes : Jake Davis et Dāvis Zunde |
| Pasche (40 min) Croce (20 min) | Gardiens                         | Chayka                          | | Arbitrage : Christoffer Holm et Sergueï Ioudakov Juges de lignes : Jake Davis et Dāvis Zunde |
| 12 min                         | Pénalités                        | 10 min                          | | Arbitrage : Christoffer Holm et Sergueï Ioudakov Juges de lignes : Jake Davis et Dāvis Zunde |
| 29                             | Tirs                             | 37                              | | Arbitrage : Christoffer Holm et Sergueï Ioudakov Juges de lignes : Jake Davis et Dāvis Zunde |

| 27 avril | Suède | 1-12 (0-4, 0-4, 1-4) | Canada | Children's Health StarCenter, Plano 150 spectateurs |

| Feuille de match                           | Feuille de match           | Feuille de match                                        | Feuille de match | Feuille de match                                                                              |
| ------------------------------------------ | -------------------------- | ------------------------------------------------------- | --- | --------------------------------------------------------------------------------------------- |
|                                            | - Forsmark — 51 min 17 s - | 0-1 0-2 0-3 0-4 0-5 0-6 0-7 0-8 0-9 0-10 1-10 1-11 1-12 | Wright (Clarke, Guenther) — 5 min 19 s (SN) Clarke (Pinelli) — 10 min 43 s Harrison (Bedard) — 12 min 14 s Pinelli (Stankoven, Roulette) — 13 min 29 s Wright (Othmann, Clarke) — 20 min 30 s Allan (Guenther) — 24 min Winterton (Johnston) — 26 min 4 s Wright (Matier) — 38 min 57 s (IN) McTavish (Ceulemans) — 43 min 52 s Clarke (Stillamn, Pinelli) — 47 min 16 s - Johnston (Roulette) — 52 min 37 s Stankoven (McTavish) — 55 min 21 s | Arbitrage : Riku Brander et Sean Fernandez Juges de lignes : Nick Briganti et Nikita Polyakov |
| Lindbom (13 min 29 s) Andrén (46 min 31 s) | Gardiens                   | Milic                                                   | | Arbitrage : Riku Brander et Sean Fernandez Juges de lignes : Nick Briganti et Nikita Polyakov |
| 4 min                                      | Pénalités                  | 6 min                                                   | | Arbitrage : Riku Brander et Sean Fernandez Juges de lignes : Nick Briganti et Nikita Polyakov |
| 29                                         | Tirs                       | 47                                                      | | Arbitrage : Riku Brander et Sean Fernandez Juges de lignes : Nick Briganti et Nikita Polyakov |

| 28 avril | Canada | 4-2 (0-0, 2-1, 2-1) | Lettonie | Children's Health StarCenter, Plano 150 spectateurs |

| Feuille de match | Feuille de match | Feuille de match        | Feuille de match                                                   | Feuille de match                                                                                  |
| ---------------- | --- | ----------------------- | ------------------------------------------------------------------ | ------------------------------------------------------------------------------------------------- |
|                  | Stankoven (Zellweger) — 27 min 58 s (SN) McTavish (Stankoven, Bedard) — 30 min 1 s - Guenther (McTavish) — 50 min 38 s - McTavish (Bedard, Guenther) — 59 min 17 s (SN) | 1-0 2-0 2-1 3-1 3-2 4-2 | - Ravinskis (Laviņš) — 39 min 18 s - Vilmanis — 53 min 27 s (SN) - | Arbitrage : Sean MacFarlane et Jake Rekucki Juges de lignes : David Klouček et Patrick Richardson |
| Gaudreau         | Gardiens | Mežsargs                |                                                                    | Arbitrage : Sean MacFarlane et Jake Rekucki Juges de lignes : David Klouček et Patrick Richardson |
| 16 min           | Pénalités | 26 min                  |                                                                    | Arbitrage : Sean MacFarlane et Jake Rekucki Juges de lignes : David Klouček et Patrick Richardson |
| 52               | Tirs | 27                      |                                                                    | Arbitrage : Sean MacFarlane et Jake Rekucki Juges de lignes : David Klouček et Patrick Richardson |

| 29 avril | Suède | 3-1 (0-0, 3-1, 0-0) | Suisse | Children's Health StarCenter, Plano 150 spectateurs |

| Feuille de match | Feuille de match | Feuille de match | Feuille de match                          | Feuille de match                                                                              |
| ---------------- | --- | ---------------- | ----------------------------------------- | --------------------------------------------------------------------------------------------- |
|                  | - Rosén (Lysell, Robertsson) — 32 min (SN) Dower Nilsson (Lysell, Edvinsson) — 34 min 15 s (SN) Sundin (Dower Nilsson, Edvinsson) — 35 min 44 s (SN) | 0-1 1-1 2-1 3-1  | Bougro (Nicolet, Greuter) — 22 min 59 s - | Arbitrage : Stephen Reneau et Andrew Wilk Juges de lignes : William Hancock et Tommi Niittylä |
| Lindbom          | Gardiens | Pasche           |                                           | Arbitrage : Stephen Reneau et Andrew Wilk Juges de lignes : William Hancock et Tommi Niittylä |
| 35 min           | Pénalités | 58 min           |                                           | Arbitrage : Stephen Reneau et Andrew Wilk Juges de lignes : William Hancock et Tommi Niittylä |
| 27               | Tirs | 26               |                                           | Arbitrage : Stephen Reneau et Andrew Wilk Juges de lignes : William Hancock et Tommi Niittylä |

| 29 avril | Biélorussie | 6-2 (1-0, 3-1, 2-1) | Lettonie | Children's Health StarCenter, Plano 150 spectateurs |

| Feuille de match | Feuille de match | Feuille de match                             | Feuille de match                                                        | Feuille de match                                                                                   |
| ---------------- | --- | -------------------------------------------- | ----------------------------------------------------------------------- | -------------------------------------------------------------------------------------------------- |
|                  | Nikolayenya (Anoshko, Sidorov) — 2 min 24 s Klimovitch (Kouzmine, Sidorov) — 20 min 49 s (2 SN) Klavdiev (Sazanovitch, Kouzmine) — 22 min 59 s - Klimovitch (Kouzmine) — 38 min 26 s (SN) Morozov (Ignatenko, Loshko) — 49 min 55 s Mikhalyov (Sidorov) — 57 min 19 s - | 1-0 2-0 3-0 3-1 4-1 5-1 6-1 6-2              | - Laviņš (Purmalis, Ozoliņš) — 23 min 33 s (SN) - Dārziņš — 58 min 41 s | Arbitrage : Lukas Kohlmüller et Jake Rekucki Juges de lignes : David Klouček et Patrick Richardson |
| Chayka           | Gardiens | Slavinskis (54 min 6 s) Lipskis (5 min 41 s) |                                                                         | Arbitrage : Lukas Kohlmüller et Jake Rekucki Juges de lignes : David Klouček et Patrick Richardson |
| 8 min            | Pénalités | 18 min                                       |                                                                         | Arbitrage : Lukas Kohlmüller et Jake Rekucki Juges de lignes : David Klouček et Patrick Richardson |
| 41               | Tirs | 32                                           |                                                                         | Arbitrage : Lukas Kohlmüller et Jake Rekucki Juges de lignes : David Klouček et Patrick Richardson |

| 30 avril | Suisse | 0-7 (0-2, 0-2, 0-3) | Canada | Children's Health StarCenter, Plano 150 spectateurs |

| Feuille de match | Feuille de match | Feuille de match            | Feuille de match | Feuille de match                                                                         |
| ---------------- | ---------------- | --------------------------- | --- | ---------------------------------------------------------------------------------------- |
|                  |                  | 0-1 0-2 0-3 0-4 0-5 0-6 0-7 | Guenther (Clarke) — 10 min 50 s (SN) Bedard (Stankoven) — 14 min 5 s Pinelli (Zhilkin, Zellweger) — 21 min 48 s Pinelli (Ceulemans) — 25 min 10 s (SN) Othmann (Pinelli, Zellweger) — 50 min 11 s (SN) Ceulemans (Zellweger) — 55 min 49 s (2 SN) Ceulemans (Zellweger) — 56 min 29 s (2 SN) | Arbitrage : Riku Brander et Adam Kika Juges de lignes : Nick Briganti et Nikita Polyakov |
| Croce            | Gardiens         | Milic                       | | Arbitrage : Riku Brander et Adam Kika Juges de lignes : Nick Briganti et Nikita Polyakov |
| 18 min           | Pénalités        | 4 min                       | | Arbitrage : Riku Brander et Adam Kika Juges de lignes : Nick Briganti et Nikita Polyakov |
| 11               | Tirs             | 39                          | | Arbitrage : Riku Brander et Adam Kika Juges de lignes : Nick Briganti et Nikita Polyakov |

| 1er mai | Lettonie | 0-7 (0-1, 0-1, 0-5) | Suède | Children's Health StarCenter, Plano 150 spectateurs |

| Feuille de match | Feuille de match | Feuille de match            | Feuille de match | Feuille de match                                                                                |
| ---------------- | ---------------- | --------------------------- | --- | ----------------------------------------------------------------------------------------------- |
|                  |                  | 0-1 0-2 0-3 0-4 0-5 0-6 0-7 | Stromgren — 4 min 54 s Sjöberg (Ekjas, Ostlund) — 27 min 9 s Stromgren (Moberg, Hevelid) — 40 min 59 s (SN) Robertsson (Lysell) — 45 min 22 s Robertsson (Dower Nilsson, Lysell) — 48 min 10 s Rosén (Forsmark) — 57 min 17 s Persson — 59 min 6 s | Arbitrage : Micha Hebeisen et Andrew Wilk Juges de lignes : Tommi Niittylä et Roman Slavikovski |
| Lipskis          | Gardiens         | H. Havelid                  | | Arbitrage : Micha Hebeisen et Andrew Wilk Juges de lignes : Tommi Niittylä et Roman Slavikovski |
| 33 min           | Pénalités        | 12 min                      | | Arbitrage : Micha Hebeisen et Andrew Wilk Juges de lignes : Tommi Niittylä et Roman Slavikovski |
| 30               | Tirs             | 35                          | | Arbitrage : Micha Hebeisen et Andrew Wilk Juges de lignes : Tommi Niittylä et Roman Slavikovski |

| 1er mai | Canada | 5-2 (2-0, 2-1, 1-1) | Biélorussie | Children's Health StarCenter, Plano 150 spectateurs |

| Feuille de match | Feuille de match | Feuille de match            | Feuille de match                                                                                   | Feuille de match                                                                                    |
| ---------------- | --- | --------------------------- | -------------------------------------------------------------------------------------------------- | --------------------------------------------------------------------------------------------------- |
|                  | Wright — 5 min 6 s Zellweger (Johnston) — 18 min 34 s McTavish (Ceulemans) — 21 min 59 s Wright (Zellweger) — 24 min 4 s - McTavish (Ceulemans, Pinelli) — 53 min 45 s (SN) - | 1-0 2-0 3-0 4-0 4-1 5-1 5-2 | - Loshko (Mikhalyov, Sotishvili) — 34 min 28 s (SN) - Morozov (Mikhalyov, Polshakov) — 57 min 28 s | Arbitrage : Christoffer Holm et Peter Schlittenhardt Juges de lignes : Nick Briganti et Davis Zunde |
| Shostak          | Gardiens | Gaudreau                    | | Arbitrage : Christoffer Holm et Peter Schlittenhardt Juges de lignes : Nick Briganti et Davis Zunde |
| 10 min           | Pénalités | 45 min                      | | Arbitrage : Christoffer Holm et Peter Schlittenhardt Juges de lignes : Nick Briganti et Davis Zunde |
| 33               | Tirs | 26                          | | Arbitrage : Christoffer Holm et Peter Schlittenhardt Juges de lignes : Nick Briganti et Davis Zunde |

##### Classement
| Clt   | Équipe      | PJ | V | VP | D | DP | BP | BC | Diff | Pts |
| ----- | ----------- | -- | - | -- | - | -- | -- | -- | ---- | --- |
| +001, | Canada      | 4  | 4 | 0  | 0 | 0  | 28 | 5  | +23  | 12  |
| +002, | Suède       | 4  | 3 | 0  | 1 | 0  | 16 | 14 | +2   | 9   |
| +003, | Biélorussie | 4  | 2 | 0  | 2 | 0  | 16 | 13 | +3   | 6   |
| +004, | Suisse      | 4  | 1 | 0  | 3 | 0  | 6  | 19 | -13  | 3   |
| +005, | Lettonie    | 4  | 0 | 0  | 4 | 0  | 6  | 21 | -15  | 0   |

- Qualifié pour les quarts de finale

Pour les significations des abréviations, voir statistiques du hockey sur glace.

#### Groupe B

##### Matchs
| 26 avril | Tchéquie | 3-1 (0-0, 2-0, 1-1) | Allemagne | Children's Health StarCenter, Plano 1 400 spectateurs |

| Feuille de match | Feuille de match                                                                                            | Feuille de match | Feuille de match                      | Feuille de match                                                                                    |
| ---------------- | --- | ---------------- | ------------------------------------- | --------------------------------------------------------------------------------------------------- |
|                  | Pajer (Kos, Brabenec) — 20 min 49 s (SN) Szturc — 35 min 53 s Ryšavý (Moravec, Hamara) — 49 min 35 s (SN) - | 1-0 2-0 3-0 3-1  | - Proske (Klein, Heigl) — 55 min 37 s | Arbitrage : Peter Schlittenhardt et Sergueï Ioudakov Juges de lignes : Nick Briganti et Dāvis Zunde |
| Suchánek         | Gardiens | Quapp            |                                       | Arbitrage : Peter Schlittenhardt et Sergueï Ioudakov Juges de lignes : Nick Briganti et Dāvis Zunde |
| 12 min           | Pénalités                                                                                                   | 12 min           |                                       | Arbitrage : Peter Schlittenhardt et Sergueï Ioudakov Juges de lignes : Nick Briganti et Dāvis Zunde |
| 40               | Tirs | 19               |                                       | Arbitrage : Peter Schlittenhardt et Sergueï Ioudakov Juges de lignes : Nick Briganti et Dāvis Zunde |

| 26 avril | Russie | 7-6 (pr) (1-3, 4-3, 1-0, 1-0) | États-Unis | Comerica Center, Frisco 1 400 spectateurs |

| Feuille de match                                   | Feuille de match | Feuille de match                                    | Feuille de match | Feuille de match                                                                          |
| -------------------------------------------------- | --- | --------------------------------------------------- | --- | ----------------------------------------------------------------------------------------- |
|                                                    | - Iourov (Tchibrikov, Makarov) — 9 min 18 s - Mitchkov (Gaïdamak, Novikov) — 26 min 16 s Gaïdamak (Groudinine, Tchibrikov) — 28 min 9 s Mitchkov (Groudinine, Petrov) — 33 min 9 s (SN) - Mirochnitchenko (Koromyslov, Svetchkov) — 39 min 12 s (SN) Mirochnitchenko (Svetchkov, Iourov) — 54 min 44 s Tchibrikov (Ivantsov) — 61 min 25 s | 0-1 0-2 1-2 1-3 1-4 1-5 2-5 3-5 4-5 4-6 5-6 6-6 7-6 | Chesley — 2 min 56 s Duke (Hutson, Pastujov) — 5 min 24 s (SN) - Behrens (Hutson, Cooley) — 16 min 44 s (SN) Straky (Howard, Stramel) — 21 min 27 s Pastujov (Hutson, Behrens) — 24 min 16 s (SN) - Duke (Pastujov, Behrens) — 36 min 36 s - | Arbitrage : Riku Brander et Adam Kika Juges de lignes : Kevin Briganti et Nikita Polyakov |
| Guerassimiouk (21 min 27 s) Brinkman (39 min 58 s) | Gardiens | Homer                                               | | Arbitrage : Riku Brander et Adam Kika Juges de lignes : Kevin Briganti et Nikita Polyakov |
| 30 min                                             | Pénalités | 8 min                                               | | Arbitrage : Riku Brander et Adam Kika Juges de lignes : Kevin Briganti et Nikita Polyakov |
| 35                                                 | Tirs | 35                                                  | | Arbitrage : Riku Brander et Adam Kika Juges de lignes : Kevin Briganti et Nikita Polyakov |

| 27 avril | Finlande | 4-3 (TB) (0-1, 1-2, 2-0, 0-0, 1-0) | Russie | Comerica Center, Frisco 806 spectateurs |

| Feuille de match | Feuille de match | Feuille de match            | Feuille de match | Feuille de match                                                                                |
| ---------------- | --- | --------------------------- | --- | ----------------------------------------------------------------------------------------------- |
|                  | - Salminen (Juusola, Lambert) — 21 min 25 s - Koivunen (Heimosalmi) — 57 min 25 s Tuomaala (Lambert, Koivunen) — 58 min 34 s (JS) Miettinen — 65 min (TB) | 0-1 1-1 1-2 1-3 2-3 3-3 4-3 | Svetchkov (Iourov, Mirochnitchenko) — 9 min 21 s - Tchibrikov (Mitchkov) — 24 min 7 s Svetchkov (Iourov) — 37 min 53 s - | Arbitrage : Lukas Kohlmüller et Jake Rekucki Juges de lignes : William Hancock et David Klouček |
| Koskenvuo        | Gardiens | Ivanov                      | | Arbitrage : Lukas Kohlmüller et Jake Rekucki Juges de lignes : William Hancock et David Klouček |
| 4 min            | Pénalités | 12 min                      | | Arbitrage : Lukas Kohlmüller et Jake Rekucki Juges de lignes : William Hancock et David Klouček |
| 56               | Tirs | 28                          | | Arbitrage : Lukas Kohlmüller et Jake Rekucki Juges de lignes : William Hancock et David Klouček |

| 27 avril | Allemagne | 3-5 (1-2, 1-1, 1-2) | États-Unis | Comerica Center, Frisco 826 spectateurs |

| Feuille de match | Feuille de match                                                                     | Feuille de match                | Feuille de match | Feuille de match                                                                                 |
| ---------------- | ------------------------------------------------------------------------------------ | ------------------------------- | --- | ------------------------------------------------------------------------------------------------ |
|                  | - Zap — 19 min 21 s - Roßmy (Lutz) — 38 min 18 s - Cimmerman (Heigl) — 51 min 48 s - | 0-1 0-2 1-2 1-3 2-3 2-4 3-4 3-5 | Hughes (Murchison, Devine) — 9 min 29 s Gallagher (Hreschuk, Howard) — 16 min 31 s (SN) - Pastujov (Cooley) — 32 min 40 s - Stramel — 47 min 35 s - Gallagher (Howard) — 56 min 49 s (SN) | Arbitrage : Micha Hebeisen et Andrew Wilk Juges de lignes : Tommi Niittylä et Roman Slavikovskii |
| Wolf             | Gardiens                                                                             | Homer                           | | Arbitrage : Micha Hebeisen et Andrew Wilk Juges de lignes : Tommi Niittylä et Roman Slavikovskii |
| 34 min           | Pénalités                                                                            | 10 min                          | | Arbitrage : Micha Hebeisen et Andrew Wilk Juges de lignes : Tommi Niittylä et Roman Slavikovskii |
| 28               | Tirs                                                                                 | 42                              | | Arbitrage : Micha Hebeisen et Andrew Wilk Juges de lignes : Tommi Niittylä et Roman Slavikovskii |

| 28 avril | Tchéquie | 5-6 (2-1, 1-2, 2-3) | Finlande | Comerica Center, Frisco 402 spectateurs |

| Feuille de match | Feuille de match | Feuille de match                            | Feuille de match | Feuille de match                                                                                   |
| ---------------- | --- | ------------------------------------------- | --- | -------------------------------------------------------------------------------------------------- |
|                  | Szturc (Chmelař) — 30 s Pinkas (P. Moravec) — 3 min 55 s - Marha (D. Moravec, Ryšavý) — 28 min 14 s D. Moravec — 42 min 13 s Altrichter (Pajer, Brabenec) — 44 min 14 s (SN) - | 1-0 2-0 2-1 2-2 2-3 3-3 4-3 5-3 5-4 5-5 5-6 | - Koivunen (Heimosalmi, Juusola) — 11 min 1 s Matikka (Juusola, Huuhtanen) — 23 min 53 s Heimosalmi — 24 min 58 s - Tuomaala (Suomi, Lambert) — 52 min 11 s (SN) Salminen (Tuomaala, Lambert) — 56 min 31 s (SN) Tuomaala (Koivinen, Salminen) — 59 min 41 s (SN) | Arbitrage : Christoffer Holm et Peter Schlittenhardt Juges de lignes : Nick Briganti et Jake Davis |
| Suchánek         | Gardiens | Koskenuvo                                   | | Arbitrage : Christoffer Holm et Peter Schlittenhardt Juges de lignes : Nick Briganti et Jake Davis |
| 24 min           | Pénalités | 10 min                                      | | Arbitrage : Christoffer Holm et Peter Schlittenhardt Juges de lignes : Nick Briganti et Jake Davis |
| 33               | Tirs | 31                                          | | Arbitrage : Christoffer Holm et Peter Schlittenhardt Juges de lignes : Nick Briganti et Jake Davis |

| 29 avril | Allemagne | 1-6 (0-1, 0-3, 1-2) | Russie | Comerica Center, Frisco 1 663 spectateurs |

| Feuille de match | Feuille de match                     | Feuille de match            | Feuille de match | Feuille de match                                                                        |
| ---------------- | ------------------------------------ | --------------------------- | --- | --------------------------------------------------------------------------------------- |
|                  | - Korte (Zap, Roßmy) — 54 min 31 s - | 0-1 0-2 0-3 0-4 0-5 1-5 1-6 | Iourov (Svetchkov) — 10 min 44 s Mitchkov (Tchibrikov, Novikov) — 20 min 30 s Mitchkov (Groudinine, Tchibrikov) — 27 min 12 s Mitchkov (Poltapov, Ivantsov) — 35 min 29 s (SN) Kvotchko (Tchibrikov, Figourine) — 45 min 48 s - Mitchkov (Figourine) — 58 min 19 s | Arbitrage : Sean Fernandez et Adam Kika Juges de lignes : Jake Davis et Nikita Polyakov |
| Quapp            | Gardiens                             | Ivanov                      | | Arbitrage : Sean Fernandez et Adam Kika Juges de lignes : Jake Davis et Nikita Polyakov |
| 27 min           | Pénalités                            | 4 min                       | | Arbitrage : Sean Fernandez et Adam Kika Juges de lignes : Jake Davis et Nikita Polyakov |
| 17               | Tirs                                 | 40                          | | Arbitrage : Sean Fernandez et Adam Kika Juges de lignes : Jake Davis et Nikita Polyakov |

| 29 avril | États-Unis | 2-1 (TB) (0-1, 0-0, 1-0, 0-0, 1-0) | Tchéquie | Comerica Center, Frisco 1 740 spectateurs |

| Feuille de match                         | Feuille de match                                       | Feuille de match | Feuille de match                                | Feuille de match                                                                                |
| ---------------------------------------- | ------------------------------------------------------ | ---------------- | ----------------------------------------------- | ----------------------------------------------------------------------------------------------- |
|                                          | - Pastujov (Hutson) — 42 min 35 s Hutson — 65 min (TB) | 0-1 1-1 2-1      | Ryšavý (P. Moravec, Altrichter) — 15 min 57 s - | Arbitrage : Christoffer Holm et Sergueï Ioudakov Juges de lignes : Nick Briganti et Dāvis Zunde |
| Mbereko (54 min 3 s) Homer (10 min 57 s) | Gardiens                                               | Šatný            |                                                 | Arbitrage : Christoffer Holm et Sergueï Ioudakov Juges de lignes : Nick Briganti et Dāvis Zunde |
| 6 min                                    | Pénalités                                              | 6 min            |                                                 | Arbitrage : Christoffer Holm et Sergueï Ioudakov Juges de lignes : Nick Briganti et Dāvis Zunde |
| 31                                       | Tirs                                                   | 33               |                                                 | Arbitrage : Christoffer Holm et Sergueï Ioudakov Juges de lignes : Nick Briganti et Dāvis Zunde |

| 30 avril | Finlande | 10-0 (5-0, 3-0, 2-0) | Allemagne | Comerica Center, Frisco 772 spectateurs |

| Feuille de match | Feuille de match | Feuille de match                         | Feuille de match | Feuille de match                                                                                     |
| ---------------- | --- | ---------------------------------------- | ---------------- | --- |
|                  | Malinen (Yliniemi, Väisänen) — 1 min 52 s Huuhtanen (Vilén, Järvelä) — 2 min 11 s Päivärinta (Vilén) — 7 min 2 s (IN) Tuomaala (Suomi) — 8 min 24 s (2 SN) Kemall (Heimosalmi, Päivärinta) — 13 min 13 s (SN) Huuhtanen (Päivärinta) — 25 min 35 s (2 SN) Salminen (Tuomaala, Suomi) — 26 min 23 s (SN) Juusola (Salminen, Koivunen) — 39 min 59 s Salminen (Koivunen, Tuomaala) — 48 min 52 s (SN) Koivunen (Heimosalmi) — 53 min 13 s | 1-0 2-0 3-0 4-0 5-0 6-0 7-0 8-0 9-0 10-0 |                  | Arbitrage : Micha Hebeisen et Stephen Reneau Juges de lignes : William Hancock et Roman Slavikovskii |
| Helomaa          | Gardiens | Ganz                                     |                  | Arbitrage : Micha Hebeisen et Stephen Reneau Juges de lignes : William Hancock et Roman Slavikovskii |
| 8 min            | Pénalités | 36 min                                   |                  | Arbitrage : Micha Hebeisen et Stephen Reneau Juges de lignes : William Hancock et Roman Slavikovskii |
| 43               | Tirs | 23                                       |                  | Arbitrage : Micha Hebeisen et Stephen Reneau Juges de lignes : William Hancock et Roman Slavikovskii |

| 1er mai | Russie | 11-1 (3-0, 3-1, 5-0) | Tchéquie | Comerica Center, Frisco 1 989 spectateurs |

| Feuille de match | Feuille de match | Feuille de match                                  | Feuille de match                             | Feuille de match                                                                                        |
| ---------------- | --- | ------------------------------------------------- | -------------------------------------------- | --- |
|                  | Mitchkov (Tchibrikov, Novikov) — 1 min 22 s Poltapov — 13 min 10 s Mirochnitchenko (Iourov) — 17 min 39 s (SN) Koromyslov (Iourov, Tchibrikov) — 30 min 53 s - Katelevski (Lazoutine, Groudinine) — 33 min 44 s Poltapov (Ivantsov, Mitchkov) — 38 min 45 s (SN) Mitchkov (Poltapov, Ivantsov) — 45 min 50 s Svetchkov (Iourov) — 47 min Svetchkov (Tchibrikov, Mirochnitchenko) — 51 min 45 s (SN) Iourov — 57 min 19 s Mitchkov (Kvotchko, Ivantsov) — 58 min 48 s | 1-0 2-0 3-0 4-0 4-1 5-1 6-1 7-1 8-1 9-1 10-1 11-1 | - Kos (P. Moravec, Brabanec) — 32 min 28 s - | Arbitrage : Lukas Kohlmüller et Sean MacFarlane Juges de lignes : William Hancock et Patrick Richardson |
| Ivanov           | Gardiens | Šatný                                             |                                              | Arbitrage : Lukas Kohlmüller et Sean MacFarlane Juges de lignes : William Hancock et Patrick Richardson |
| 2 min            | Pénalités | 37 min                                            |                                              | Arbitrage : Lukas Kohlmüller et Sean MacFarlane Juges de lignes : William Hancock et Patrick Richardson |
| 40               | Tirs | 22                                                |                                              | Arbitrage : Lukas Kohlmüller et Sean MacFarlane Juges de lignes : William Hancock et Patrick Richardson |

| 1er mai | États-Unis | 5-4 (pr) (1-2, 2-0, 1-2, 1-0) | Finlande | Comerica Center, Frisco 2 057 spectateurs |

| Feuille de match | Feuille de match | Feuille de match                    | Feuille de match | Feuille de match                                                                          |
| ---------------- | --- | ----------------------------------- | --- | ----------------------------------------------------------------------------------------- |
|                  | Duke (Hugues, Pastujov) — 8 min 13 s - Stramel (Hreschuk) — 21 min 18 s Howard (Hutson) — 33 min 46 s - Gallagher (Stramel, Gilmartin) — 59 min 58 s (JS) Pastujov — 60 min 57 s | 1-0 1-1 1-2 2-2 3-2 3-3 3-4 4-4 5-4 | - Koivunen (Vilén, Tuomaala) — 8 min 43 s Järvelä (Huuhtanen) — 16 min 5 s - Tuomaala (Koivunen, Salminen) — 40 min 29 s Tliniemi (Juusola, Matikka) — 53 min 26 s - | Arbitrage : Riku Brander et Sean Fernandez Juges de lignes : Jake Davis et Kevin Briganti |
| Mbereko          | Gardiens | Koskenvuo                           | | Arbitrage : Riku Brander et Sean Fernandez Juges de lignes : Jake Davis et Kevin Briganti |
| 8 min            | Pénalités | 16 min                              | | Arbitrage : Riku Brander et Sean Fernandez Juges de lignes : Jake Davis et Kevin Briganti |
| 43               | Tirs | 33                                  | | Arbitrage : Riku Brander et Sean Fernandez Juges de lignes : Jake Davis et Kevin Briganti |

##### Classement
| Clt   | Équipe     | PJ | V | VP | D | DP | BP | BC | Diff | Pts |
| ----- | ---------- | -- | - | -- | - | -- | -- | -- | ---- | --- |
| +001, | Finlande   | 4  | 2 | 1  | 0 | 1  | 24 | 13 | +11  | 9   |
| +002, | Russie     | 4  | 2 | 1  | 0 | 1  | 27 | 12 | +15  | 9   |
| +003, | États-Unis | 4  | 1 | 2  | 0 | 1  | 18 | 15 | +3   | 8   |
| +004, | Tchéquie   | 4  | 1 | 0  | 2 | 1  | 10 | 20 | -10  | 4   |
| +005, | Allemagne  | 4  | 0 | 0  | 4 | 0  | 5  | 24 | -19  | 0   |

- Qualifié pour les quarts de finale

Pour les significations des abréviations, voir statistiques du hockey sur glace.

### Phase finale

#### Tableau
|  | Quarts de finale                           | Quarts de finale                           |                                |                                | Demi-finales                   | Demi-finales                   |   |  | Finale                         | Finale                         |
|  | Quarts de finale                           | Quarts de finale                           |                                |                                | Demi-finales                   | Demi-finales                   |   |  | Finale                         | Finale                         |
|  |                                            |                                            |                                |                                |                                |                                |   |  |                                |                                |
|  | 3 mai, Comerica Center, Frisco             | 3 mai, Comerica Center, Frisco             |                                |                                | 5 mai, Comerica Center, Frisco | 5 mai, Comerica Center, Frisco |   |  | 6 mai, Comerica Center, Frisco | 6 mai, Comerica Center, Frisco |
|  | 3 mai, Comerica Center, Frisco             | 3 mai, Comerica Center, Frisco             |                                |                                | 5 mai, Comerica Center, Frisco | 5 mai, Comerica Center, Frisco |   |  | 6 mai, Comerica Center, Frisco | 6 mai, Comerica Center, Frisco |
|  | Canada                                     | 10                                         |                                |                                | 5 mai, Comerica Center, Frisco | 5 mai, Comerica Center, Frisco |   |  | 6 mai, Comerica Center, Frisco | 6 mai, Comerica Center, Frisco |
|  | Canada                                     | 10                                         |                                |                                | 5 mai, Comerica Center, Frisco | 5 mai, Comerica Center, Frisco |   |  | 6 mai, Comerica Center, Frisco | 6 mai, Comerica Center, Frisco |
|  | Tchéquie                                   | 3                                          |                                |                                | 5 mai, Comerica Center, Frisco | 5 mai, Comerica Center, Frisco |   |  | 6 mai, Comerica Center, Frisco | 6 mai, Comerica Center, Frisco |
|  | Tchéquie                                   | 3                                          | Canada                         | 8                              |                                |                                |   |  | 6 mai, Comerica Center, Frisco | 6 mai, Comerica Center, Frisco |
|  | 3 mai, Comerica Center, Frisco             |                                            | Canada                         | 8                              |                                |                                |   |  | 6 mai, Comerica Center, Frisco | 6 mai, Comerica Center, Frisco |
|  |                                            | Suède                                      | 1                              |                                |                                |                                |   |  | 6 mai, Comerica Center, Frisco | 6 mai, Comerica Center, Frisco |
|  | Suède                                      | Suède                                      | 1                              | 5                              |                                |                                |   |  | 6 mai, Comerica Center, Frisco | 6 mai, Comerica Center, Frisco |
|  | Suède                                      |                                            |                                | 5                              |                                |                                |   |  | 6 mai, Comerica Center, Frisco | 6 mai, Comerica Center, Frisco |
|  | États-Unis                                 | 2                                          |                                |                                |                                |                                |   |  | 6 mai, Comerica Center, Frisco | 6 mai, Comerica Center, Frisco |
|  | États-Unis                                 | 2                                          | Canada                         | 5                              |                                |                                |   |  |                                |                                |
|  | 3 mai, Children's Health StarCenter, Plano |                                            | Canada                         | 5                              |                                |                                |   |  |                                |                                |
|  |                                            | Russie                                     | 3                              |                                |                                |                                |   |  |                                |                                |
|  | Finlande                                   | Russie                                     | 3                              | 2                              |                                |                                |   |  |                                |                                |
|  | Finlande                                   | 5 mai, Comerica Center, Frisco             |                                | 2                              |                                |                                |   |  |                                |                                |
|  | Suisse                                     | 0                                          |                                |                                |                                |                                |   |  |                                |                                |
|  | Suisse                                     | 0                                          | Finlande                       | 5                              |                                |                                |   |  |                                |                                |
|  | 3 mai, Children's Health StarCenter, Plano | 3 mai, Children's Health StarCenter, Plano | Finlande                       | 5                              | Match pour la 3e place         | Match pour la 3e place         |   |  |                                |                                |
|  | 3 mai, Children's Health StarCenter, Plano | 3 mai, Children's Health StarCenter, Plano |                                | Russie                         | Match pour la 3e place         | Match pour la 3e place         | 6 |  |                                |                                |
|  | Russie                                     | 5                                          | 6 mai, Comerica Center, Frisco | 6 mai, Comerica Center, Frisco |                                |                                | 6 |  |                                |                                |
|  | Russie                                     | 5                                          | 6 mai, Comerica Center, Frisco | 6 mai, Comerica Center, Frisco |                                |                                |   |  |                                |                                |
|  | Biélorussie                                | 2                                          |                                | Suède                          | 8                              |                                |   |  |                                |                                |
|  | Biélorussie                                | 2                                          |                                | Suède                          | 8                              |                                |   |  |                                |                                |
|  |                                            |                                            |                                |                                |                                |                                |   |  | Finlande                       | 0                              |
|  |                                            |                                            |                                |                                |                                |                                |   |  | Finlande                       | 0                              |

#### Quarts de finale
| 3 mai | Russie | 5-2 (2-0, 1-2, 2-0) | Biélorussie | Children's Health StarCenter, Plano 150 spectateurs |

| Feuille de match | Feuille de match | Feuille de match            | Feuille de match                                                                  | Feuille de match                                                                         |
| ---------------- | --- | --------------------------- | --------------------------------------------------------------------------------- | ---------------------------------------------------------------------------------------- |
|                  | Mitchkov (Kvotchko, Boutchelnikov) — 4 min 29 s Iourov (Koromyslov) — 15 min 18 s (2 SN) Douda (Iourov, Svetchkov) — 22 min 48 s - Mirochnitchenko — 46 min 23 s Gaïdamak — 48 min 34 s | 1-0 2-0 3-0 3-1 3-2 4-2 5-2 | - Morozov (Mikhalyov, Rogach) — 27 min 55 s Nikolayenya (Anoshko) — 31 min 17 s - | Arbitrage : Micha Hebeisen et Andrew Wilk Juges de lignes : Nick Briganti et Dāvis Zunde |
| Ivanov           | Gardiens | Chayka                      |                                                                                   | Arbitrage : Micha Hebeisen et Andrew Wilk Juges de lignes : Nick Briganti et Dāvis Zunde |
| 8 min            | Pénalités | 6 min                       |                                                                                   | Arbitrage : Micha Hebeisen et Andrew Wilk Juges de lignes : Nick Briganti et Dāvis Zunde |
| 29               | Tirs | 32                          |                                                                                   | Arbitrage : Micha Hebeisen et Andrew Wilk Juges de lignes : Nick Briganti et Dāvis Zunde |

| 3 mai | Canada | 10-3 (4-1, 2-1, 4-0) | Tchéquie | Comerica Center, Frisco 724 spectateurs |

| Feuille de match | Feuille de match | Feuille de match                                     | Feuille de match                                                                                                | Feuille de match                                                                           |
| ---------------- | --- | ---------------------------------------------------- | --- | ------------------------------------------------------------------------------------------ |
|                  | Johnston (Bedard) — 2 min 1 s Roulette — 4 min 20 s Bedard (Zhilkin, McTavish) — 6 min 50 s - Stankoven (Bedard) — 10 min 59 s guenther (Wright, Bedard) — 21 min 9 s (SN) - Guenther (Del Mastro, Othmann) — 36 min 14 s Bedard (Stankoven, McTavish) — 46 min 54 s Winterton (Roulette, Pinelli) — 47 min 9 s - Harrison (Pinelli, Winterton) — 49 min 46 s Wright (Zellweger) — 53 min 17 s (SN) | 1-0 2-0 3-0 3-1 4-1 5-1 5-2 6-2 7-2 8-2 8-3 9-3 10-3 | - Pajer (Brabanec) — 8 min 31 s (SN) - Chmelař (Szturc) — 23 min 57 s - Szturc (Marcel, Svozil) — 48 min 33 s - | Arbitrage : Sean Fernandez et Jake Rekucki Juges de lignes : Jake Davis et Nikita Polyakov |
| Gaudreau         | Gardiens | Suchánek (6 min 50 s) Šatný (53 min 10 s)            | | Arbitrage : Sean Fernandez et Jake Rekucki Juges de lignes : Jake Davis et Nikita Polyakov |
| 8 min            | Pénalités | 4 min                                                | | Arbitrage : Sean Fernandez et Jake Rekucki Juges de lignes : Jake Davis et Nikita Polyakov |
| 34               | Tirs | 32                                                   | | Arbitrage : Sean Fernandez et Jake Rekucki Juges de lignes : Jake Davis et Nikita Polyakov |

| 3 mai | Finlande | 2-0 (0-0, 1-0, 1-0) | Suisse | Children's Health StarCenter, Plano |

| Feuille de match | Feuille de match                                                         | Feuille de match | Feuille de match | Feuille de match                                                                                           |
| ---------------- | ------------------------------------------------------------------------ | ---------------- | ---------------- | --- |
|                  | Salminen (Matikka, Tuomaala) — 39 min 56 s (SN) Heimosalmi — 50 min 42 s | 1-0 2-0          |                  | Arbitrage : Christoffer Holm et Peter Schlittenhardt Juges de lignes : Tommi Niittyla et Roman Slavikovski |
| Koskenvuo        | Gardiens                                                                 | Pasche           |                  | Arbitrage : Christoffer Holm et Peter Schlittenhardt Juges de lignes : Tommi Niittyla et Roman Slavikovski |
| 2 min            | Pénalités                                                                | 20 min           |                  | Arbitrage : Christoffer Holm et Peter Schlittenhardt Juges de lignes : Tommi Niittyla et Roman Slavikovski |
| 25               | Tirs                                                                     | 23               |                  | Arbitrage : Christoffer Holm et Peter Schlittenhardt Juges de lignes : Tommi Niittyla et Roman Slavikovski |

| 3 mai | Suède | 5-2 (1-0, 1-1, 3-1) | États-Unis | Comerica Center, Frisco 1 042 spectateurs |

| Feuille de match | Feuille de match | Feuille de match            | Feuille de match                                                      | Feuille de match                                                                                       |
| ---------------- | --- | --------------------------- | --------------------------------------------------------------------- | --- |
|                  | M. Havelid (Rosén, Olsson) — 3 min 9 s (SN) - Lysell — 33 min 43 s Lysell (Dower Nilsson) — 41 min 26 s Moberg (Stromgren, Rosén) — 54 min 25 s (SN) - Rosén (Hasa) — 59 min 57 s (CV) | 1-0 1-1 2-1 3-1 4-1 4-2 5-2 | - Pastujov (Duke, Behrens) — 33 min (SN) - Savage — 58 min 4 s (JS) - | Arbitrage : Lukas Kohlmüller et Sergueï Ioudakov Juges de lignes : David Kloucek et Patrick Richardson |
| Lindbom          | Gardiens | Mbereko                     |                                                                       | Arbitrage : Lukas Kohlmüller et Sergueï Ioudakov Juges de lignes : David Kloucek et Patrick Richardson |
| 12 min           | Pénalités | 12 min                      |                                                                       | Arbitrage : Lukas Kohlmüller et Sergueï Ioudakov Juges de lignes : David Kloucek et Patrick Richardson |
| 28               | Tirs | 33                          |                                                                       | Arbitrage : Lukas Kohlmüller et Sergueï Ioudakov Juges de lignes : David Kloucek et Patrick Richardson |

#### Demi-finales
| 5 mai | Canada | 8-1 (0-0, 2-1, 6-0) | Suède | Comerica Center, Frisco 574 spectateurs |

| Feuille de match | Feuille de match | Feuille de match                    | Feuille de match                              | Feuille de match                                                                                  |
| ---------------- | --- | ----------------------------------- | --------------------------------------------- | ------------------------------------------------------------------------------------------------- |
|                  | Bedard (McTavish) — 23 min 50 s - Stillman (Wright) — 29 min 51 s Bedard (Wright, Ceulemans) — 40 min 45 s Othmann (Wright) — 43 min 40 s (SN) Pinelli — 50 min 41 s Wright (Othmann) — 54 min 52 s Bedard (Allan) — 55 min 30 s Roulette (Clarke, Winterton) — 56 min 56 s | 1-0 1-1 2-1 3-1 4-1 5-1 6-1 7-1 8-1 | - Rosén (Lysell, Edvinsson) — 25 min (2 SN) - | Arbitrage : Sean Macfarlane et Jake Rekucki Juges de lignes : David Klouček et Patrick Richardson |
| Gaudreau         | Gardiens | Lindbom                             |                                               | Arbitrage : Sean Macfarlane et Jake Rekucki Juges de lignes : David Klouček et Patrick Richardson |
| 10 min           | Pénalités | 8 min                               |                                               | Arbitrage : Sean Macfarlane et Jake Rekucki Juges de lignes : David Klouček et Patrick Richardson |
| 56               | Tirs | 17                                  |                                               | Arbitrage : Sean Macfarlane et Jake Rekucki Juges de lignes : David Klouček et Patrick Richardson |

| 5 mai | Finlande | 5-6 (2-2, 0-2, 3-2) | Russie | Comerica Center, Frisco 819 spectateurs |

| Feuille de match | Feuille de match | Feuille de match                            | Feuille de match | Feuille de match                                                                                   |
| ---------------- | --- | ------------------------------------------- | --- | -------------------------------------------------------------------------------------------------- |
|                  | - Salminen (Koivunen, Tuomaala) — 4 min 4 s (SN) - Miettinen (Juusola, Matikka) — 9 min 1 s - Kemell (Heimosalmi, Lambert) — 46 min 14 s (SN) - Salminen (Vilén) — 50 min 53 s Kemell (Huuhtanen, Heimosalmi) — 57 min 8 s | 0-1 1-1 1-2 2-2 2-3 2-4 2-5 3-5 3-6 4-6 5-6 | Lazoutine (Tchibrikov, Novikov) — 3 min 8 s - Mitchkov (Poltapov) — 6 min 58 s (SN) - Tchibrikov (Lazoutine, Poltapov) — 33 min 15 s (SN) Tchibrikov (Boutchelnikov) — 37 min 20 s Mirochnitchenko (Novikov, Svetchkov) — 43 min 43 s (SN) - Mirochnitchenko (Svetchkov) — 50 min 46 s - | Arbitrage : Christoffer Holm et Stephen Reneau Juges de lignes : Kevin Briganti et William Hancock |
| Keskenvuo        | Gardiens | Ivanov                                      | | Arbitrage : Christoffer Holm et Stephen Reneau Juges de lignes : Kevin Briganti et William Hancock |
| 10 min           | Pénalités | 8 min                                       | | Arbitrage : Christoffer Holm et Stephen Reneau Juges de lignes : Kevin Briganti et William Hancock |
| 24               | Tirs | 38                                          | | Arbitrage : Christoffer Holm et Stephen Reneau Juges de lignes : Kevin Briganti et William Hancock |

#### Match pour la troisième place
| 6 mai | Finlande | 0-8 (0-2, 0-2, 0-4) | Suède | Comerica Center, Frisco 902 spectateurs |

| Feuille de match                              | Feuille de match | Feuille de match                | Feuille de match | Feuille de match                                                                                     |
| --------------------------------------------- | ---------------- | ------------------------------- | --- | --- |
|                                               |                  | 0-1 0-2 0-3 0-4 0-5 0-6 0-7 0-8 | Rosén (Strömgren, Moberg) — 5 min (SN) Robertsson (Lysell) — 19 min 23 s Edvinsson — 23 min 31 s Sjöberg (Persson) — 25 min 30 s Moberg (Strömgren, Olsson) — 45 min 53 s (SN) Hasa — 51 min 19 s (IN + CV) Ostlund (Eljas, Kangas) — 54 min 55 s Rosén — 59 min 23 s (IN) | Arbitrage : Sean Fernandez et Sergueï Ioudakov Juges de lignes : Nick Briganti et Roman Slavikovskii |
| Koskenvuo (25 min 30 s) Helomaa (33 min 26 s) | Gardiens         | Lindbom                         | | Arbitrage : Sean Fernandez et Sergueï Ioudakov Juges de lignes : Nick Briganti et Roman Slavikovskii |
| 6 min                                         | Pénalités        | 8 min                           | | Arbitrage : Sean Fernandez et Sergueï Ioudakov Juges de lignes : Nick Briganti et Roman Slavikovskii |
| 35                                            | Tirs             | 36                              | | Arbitrage : Sean Fernandez et Sergueï Ioudakov Juges de lignes : Nick Briganti et Roman Slavikovskii |

#### Finale
| 6 mai | Canada | 5-3 (2-2, 2-0, 1-1) | Russie | Comerica Center, Frisco 2 122 spectateurs |

| Feuille de match | Feuille de match | Feuille de match                | Feuille de match | Feuille de match                                                                               |
| ---------------- | --- | ------------------------------- | --- | ---------------------------------------------------------------------------------------------- |
|                  | - Bedard (Ceulemans, Stillman) — 15 min 59 s - Wright (Zellweger) — 19 min 15 s (SN) Othmann (Del Mastro) — 24 min 42 s Stankoven (Clarke, Wright) — 36 min 39 s - Wright (Bedard) — 59 min 20 s | 0-1 1-1 1-2 2-2 3-2 4-2 4-3 5-3 | Mitchkov (Lazoutine, Poltapov) — 5 min 13 s - Boutchelnikov (Mitchkov, Figourine) — 18 min 5 s - Groudinine (Mitchkov) — 49 min 37 s (SN) - | Arbitrage : Christoffer Holm et Stephen Reneau Juges de lignes : Jake Davis et William Hancock |
| Gaudreau         | Gardiens | Ivanov                          | | Arbitrage : Christoffer Holm et Stephen Reneau Juges de lignes : Jake Davis et William Hancock |
| 8 min            | Pénalités | 2 min                           | | Arbitrage : Christoffer Holm et Stephen Reneau Juges de lignes : Jake Davis et William Hancock |
| 24               | Tirs | 22                              | | Arbitrage : Christoffer Holm et Stephen Reneau Juges de lignes : Jake Davis et William Hancock |

### Classement final
| Place              | Équipe      |
| ------------------ | ----------- |
| Médaille d'or      | Canada      |
| Médaille d'argent  | Russie      |
| Médaille de bronze | Suède       |
| 4                  | Finlande    |
| 5                  | États-Unis  |
| 6                  | Biélorussie |
| 7                  | Tchéquie    |
| 8                  | Suisse      |
| 9                  | Lettonie    |
| 10                 | Allemagne   |

## Autres Divisions
Toutes les compétitions concernant les divisions inférieures ont été annulées en raison de la pandémie de Covid-19.
| Division | Date de la compétition  | Lieu                         | Équipes                                                                              |
| -------- | ----------------------- | ---------------------------- | ------------------------------------------------------------------------------------ |
| IA       | 5 au 11 avril 2021      | Spišská Nová Ves (Slovaquie) | Danemark France Japon Kazakhstan Norvège Slovaquie                                   |
| IB       | 18 au 25 avril 2021     | Asiago (Italie)              | Autriche Hongrie Italie Pologne Slovénie Ukraine                                     |
| IIA      | 4 au 10 avril 2021      | Tallinn (Estonie)            | Corée du Sud Estonie Grande-Bretagne Lituanie Roumanie Serbie                        |
| IIB      | 21 au 27 mars 2021      | Sofia (Bulgarie)             | Australie Bulgarie Chine Croatie Espagne Pays-Bas                                    |
| IIIA     | 29 mars au 4 avril 2021 | Istanbul (Turquie)           | Belgique Islande Israël Mexique Taipei chinois Turquie                               |
| IIIB     | 28 mars au 3 avril 2021 | Kockelscheuer (Luxembourg)   | Afrique du Sud Bosnie-Herzégovine Hong Kong Kirghizistan Luxembourg Nouvelle-Zélande |